# Mika Ikeda
Mika Ikeda (jap. 池田 美加, Ikeda Mika; * um 1950) ist eine ehemalige japanische Badmintonspielerin. 

## Karriere
Mika Ikeda gewann 1974 bei den japanischen Einzelmeisterschaften ihren ersten nationalen Titel im Damendoppel mit Hiroe Yuki. Ein Jahr später siegte sie bei den nationalen Titelkämpfen im Mixed. Im Finale des Uber Cups 1975, der Weltmeisterschaft für Damenmannschaften, unterlag sie mit dem japanischen Team Indonesien mit 2:5. Ikeda verlor dabei in ihren beiden Einsätzen jeweils im Damendoppel mit Hiroe Yuki.

## Sportliche Erfolge
| Saison | Veranstaltung                | Disziplin   | Platz | Name                         |
| ------ | ---------------------------- | ----------- | ----- | ---------------------------- |
| 1974   | Japan: Einzelmeisterschaften | Damendoppel | 1     | Hiroe Yuki / Mika Ikeda      |
| 1975   | Japan: Einzelmeisterschaften | Mixed       | 1     | Shigemitsu Imai / Mika Ikeda |
| 1975   | Uber Cup                     | Damenteam   | 2     | Japan                        |